# Radical 77
El radical 77, representado por el carácter Han 止, es uno de los 214 radicales del diccionario de Kangxi. En mandarín estándar es llamado　止部, (zhǐ　bù, «radical “parar”»); en japonés es llamado 止部, しぶ　(shibu), y en coreano 지 (ji). 
El radical «parar» puede aparecer en diversas posiciones dentro de los caracteres que clasifica. En algunos casos aparece en el lado izquierdo (como en 歫), en algunos otros en la parte superior (como en 歳) y en algunos otros en la parte inferior

## Nombres populares
- Mandarín estándar: 止, zhǐ, «parar».
- Coreano: 그칠지부, geuchil ji bu «radical ji-parar».
- Japonés:　止める（とめる）, tomeru, «parar»; 止偏（とめへん）, tomehen, «“parar” en el lado izquierdo del carácter».[1]
- En occidente: radical «parar».

## Galería
| Estilos antiguos                                 | Estilos antiguos                  | Estilos antiguos                        | Estilos antiguos                   | Estilos antiguos                   | Estilos empleados actualmente       | Estilos empleados actualmente  | Estilos empleados actualmente    | Estilos empleados actualmente   | Estilos empleados actualmente  |
|                                                  |                                   |                                         |                                    |                                    |                                     | 止                             | 止                               |                                 |                                |
| 甲骨文 jiǎgǔwén (escritura de huesos oraculares) | 金文 jīnwén (escritura de bronce) | 简帛 jiǎnbó (escritura de bambú y seda) | 篆文 zhuànwén (escritura de sello) | 篆文 zhuànwén (escritura de sello) | 隸書 lìshū (estilo de los escribas) | 楷書 kǎishū (estilo regular)   | 楷書 kǎishū (estilo regular)     | 行書 xǐngshū (estilo corriente) | 草書 cǎoshū (estilo de hierba) |
| 甲骨文 jiǎgǔwén (escritura de huesos oraculares) | 金文 jīnwén (escritura de bronce) | 简帛 jiǎnbó (escritura de bambú y seda) | 大篆 dàzhuàn (sello grande)        | 小篆 xiǎozhuàn (sello pequeño)     | 隸書 lìshū (estilo de los escribas) | 繁體／繁体 fántǐ (tradicional) | 简体／簡體 jiǎntǐ (simplificado) | 行書 xǐngshū (estilo corriente) | 草書 cǎoshū (estilo de hierba) |

## Caracteres con el radical 77

| trazos | carácter    |
| ------ | ----------- |
| + 0    | 止          |
| + 1    | 正          |
| + 2    | 此          |
| + 3    | 步          |
| + 4    | 武 歧 歨 歩 |
| + 5    | 歪 歫       |
| + 6    | 歬 歭       |
| + 8    | 歮          |
| + 9    | 歰 歱 歲 歳 |
| + 10   | 歴          |
| + 11   | 歵          |
| + 12   | 歷          |
| + 14   | 歸          |